# ジブラルタルトンネル
ジブラルタルトンネルは、ジブラルタル海峡を横断する計画の鉄道トンネルである。アフリカとヨーロッパを結ぶトンネルとして構想されている。
ジブラルタル海峡は最も狭い場所で水深900メートル、幅14キロメートルであり、橋またはトンネルによって両岸を結ぶ計画は1980年代から存在した。英仏海峡トンネルにおいて英仏両政府が行ったのと同様に、スペインとモロッコの両政府は海底トンネルの建設可能性を共同調査してきた。
現在の技術では全長約14キロメートルのトンネルから排気ガスを換気できないため、化石燃料を動力とする自動車用トンネルの計画は放棄された。その後3年の鉄道トンネルの調査結果が2003年に発表された。プロジェクトはスペインとモロッコの公的企業により出資されることとなる。
2023年2月、スペインとモロッコの間のハイレベルの二国間会議の後、モロッコとスペインの政府は、ジブラルタル海峡の下の海底鉄道トンネルのプロジェクトを再開することを決定した。
サッカーワールドカップが共同開催される2030年までの開通を目指し、共同開催国のモロッコとスペインが建設計画を進めているとされる。

## 過去の計画
アメリカとイギリスのエンジニアのグループが橋の建設に関して調査を行ったことがある。この橋は吊り橋とトラス橋の複合設計であり、主塔の高さは900メートル以上と既存の橋をはるかに凌ぐ大きさであった。しかし、900メートルという水深のため計画は廃案となった。また潮流が強く船舶通航も多いため、浮橋の利用は選択肢となりえなかった。

## 計画
2003年12月にスペインとモロッコは鉄道網連結のための海底トンネルの建設の調査に同意した。トンネル内の軌間は標準軌（軌間1435ミリメートル）となる見込みであり、スペインで鉄道網の主要部を広軌から標準軌へ変換する予定の時期と合致している。
2006年末にスイスの建築設計会社である Lombardi Engineering Ltd, がトンネル建設を請け負い、2008年には先行調査が終了する見込みである。同社によれば、英仏海峡トンネル建設時との主な違いは、海峡の深さと地質の状態である。この地域の海底はドーバー海峡よりも不安定な地質で、アゾレス－ジブラルタル・トランスフォーム断層が海峡を割って通っており、大地震の震源であることも知られている。
全長39キロメートルの単線トンネル2本からなり、両トンネルはサービストンネルにより接続される。建設には15年を要し、2025年の開通を見込む。建設費用は未発表だが、過去の予測では少なくとも50億ユーロを要するとしている。初年度には900万人の旅客が利用する予定である。
トンネルはタンジェ近郊のマラバタ岬とジブラルタルから40キロメートル西方のパロマ岬を結ぶ予定である。この部分は300メートルの深さがある。当初の計画は最も狭い場所で海峡を通過するものだったが、900メートルもの水深のために廃案となった。300メートルであってもノルウェーで2008年2月23日に開通したEiksundトンネル（海面下264メートル）を凌ぎ、計画があるトンネルとしては世界で最も深くを通過する。